# Ichthyophis longicephalus
Ichthyophis longicephalus és una espècie d'amfibis gimnofió de la família dels ictiòpids. Va ser descrit pel zoòleg indi R.S. Pilai el 1986.
Cos curt, força ample; ulls diferents; obertura tentacular al marge del llavi superior i molt més a prop de l'ull que de la fossa nasal. Ull ben desenvolupat, en una cavitat, més a prop de la punta del musell que del primer solc nucal. Orificis nasals gairebé terminals, no molt properes entre si, visibles des de dalt; el musell s'estén una mica més enllà de la boca.
Viu al sud-oest de l'estat de Karnataka, al nord de l'estat de Kerala i extrem centre-oest del Tamil Nadu, sud-oest de l'Índia.